# Regle

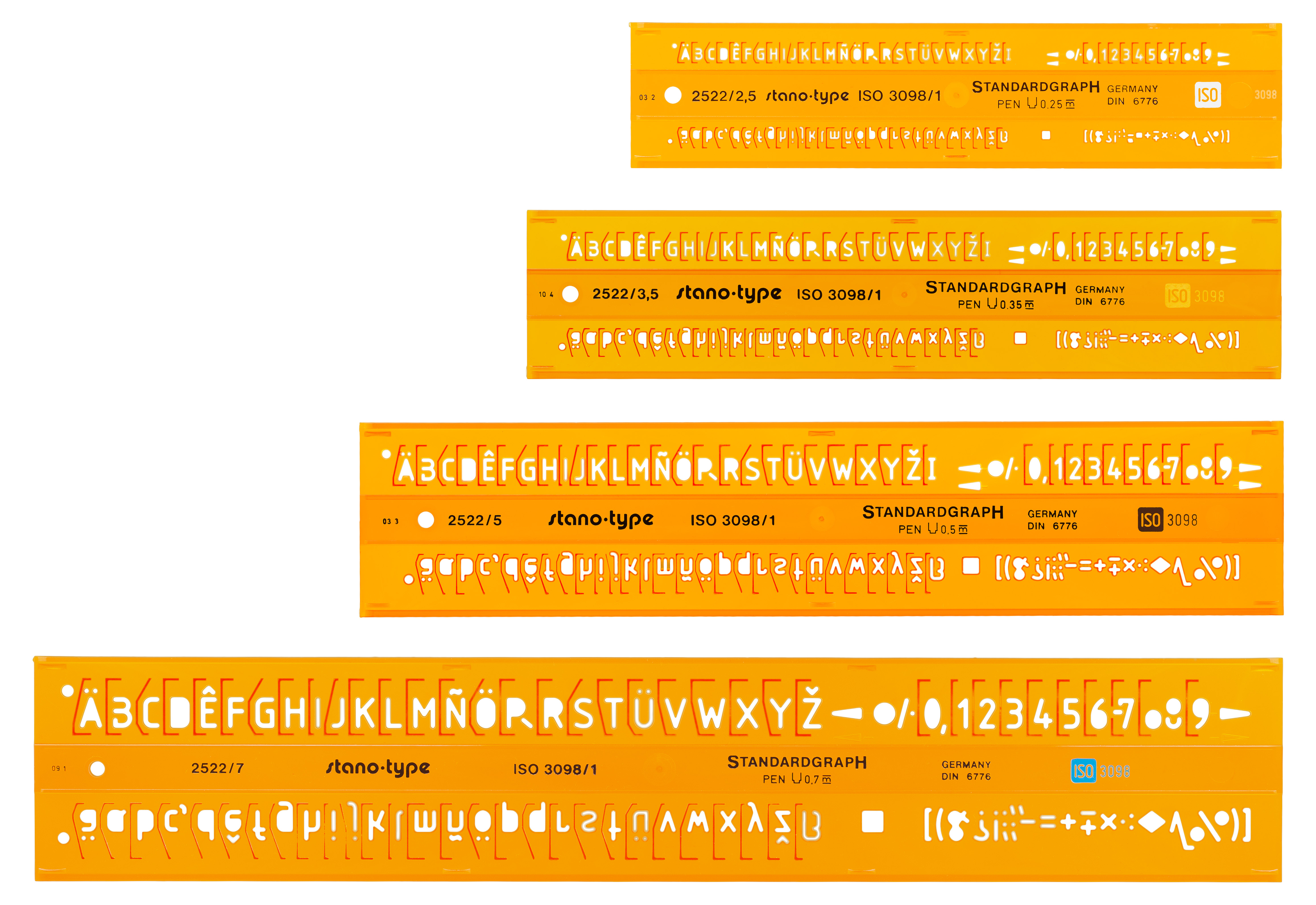
Regles amb plantilla per a escriure, anomenats normògrafs

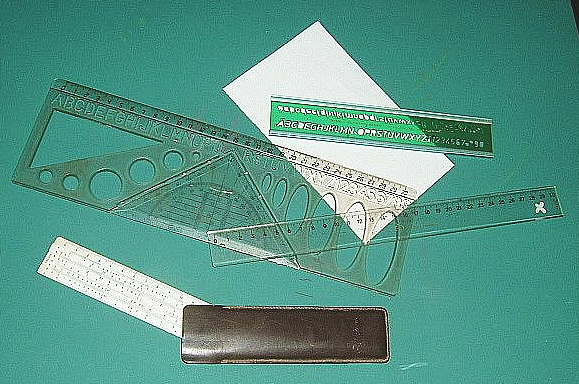
Regles graduats

Un regle és un instrument de mesura de longitud, en forma de planxa prima i rectangular, rígid o semi-rígid. Pot estar fet de metall, fusta o material plàstic. Té una escala graduada i numerada. La seva longitud total no sol superar el metre. Normalment la unitat de mesura dels regles és el centímetre, però també hi ha marcats els mil·límetres i es destaquen els decímetres. Altres regles estan graduats en polzades o tenen ambdues unitats.
Els regles serveixen per mesurar distàncies curtes i també s'utilitzen en dibuix tècnic per traçar línies rectes.
Per mesurar un objecte o distància amb el regle, hem de posar el punt 0 de l'escala a l'extrem de l'objecte a mesurar i mirar fins a quin número arriba.
Si volem traçar una línia recta, hem de posar el regle sobre una superfície plana i mantenir-lo immòbil subjectant-lo amb una mà. Aleshores tracem la línia desitjada fent lliscant el llapis o tiralínies resseguint la vora del regle.
És una eina molt utilitzada en oficines i despatxos, on sol ser de plàstic, en les botigues, de fusta, i tallers, d'acer. Es considera un objecte econòmic i la seva vida útil pot ser llarga.
El regle s'assembla força a la cinta mètrica, però aquesta és molt més llarga (dos metres o més) i flexible i se sol guardar enrotllada.
També hi ha el regle de fuster, que no és graduat i és fet fusta dura. Antigament, quan es planejava a mà, era molt usat, però ara no ho és tant.

## Regle de marger

### Descripció
Barra de fusta, dreta, de secció rectangular.

### Mides
Variables segons la superfície per empedrar (mínima 15 cm i màxima 30 cm)

### Materials de les peces
Fusta i metall

### Utilitat
Empedrar.

### Forma d'ús
Es col·loca el regle de cantell per sobre la superfície de l'empedrat per tal de comprovar si està ben anivellat. S'utilitzen les pedres de cada costat, la cadena o altres regles com a guia per fer-lo córrer.

## Regles i unitats de longitud
Els regles han estat associats a les mesures i les unitats de longitud. I, més especialment als patrons de les unitats de longitud. Els regles de mesura acostumen a estar graduats en submúltiples.

### Cana
El patró o patrons de la cana estaven guardats amb pany i clau. Periòdicament calia contrastar les canes d’ús popular amb la cana patró. Sovint els patrons eren de fusta amb els extrems de metall (per protecció). Les canes habituals, per a servei diari, no eren altra cosa que regles d'una llargària determinada.

#### Canar en taulell
L'any 1436, segons el Llibre del mostassà de Barcelona, calia mesurar les teles de la manera següent:
| « | [1436, abril, 18. Barcelona] Sobre lo Canar en lo Taulell. Ara hoiats totom generalment per manament del honorable Mostaçaf de barçelona que com per vigor de certes ordinations en lo passat per consellers e promens de la dita Ciutat fetes e, ab veu de crida publicades per los llocs acostumats de la dita ciutat a XXI. del mes de Maig del any M.CCCC.XXXIIII. tots draps axi de or com de Ceda, Taffatans, Terçanells, xamallots, e per qualsevol ley, Canamasseria, fustanis, Coto (fol. XXIII v.) Del Canar. Cotonines, e, altres qualsevol draps de semblant o altres qualsevol ley o specia, e, altres coses acostumades de canar a cane de barçelona. Daci avant hagen e sien tenguts de canar de pla sobre taulell canant e, posant la cana en lo mig dels dits draps e, no per les vores sots ban de X lliures barçelonesas segons en les dites ordinations es pus llargament contengut. E, apres de les dites ordinations E praticant aquelles sien exits alguns contraris en lo canar en la dita forma les draps de lli. Telas, Canamasseria, Fustanis, Cotonnies, e altres draps, de semblant specia Per ço ordenaren los dits Consellers e, promens de la dita Ciutat que daci avant tots los draps de Li, Teles, de qualsevol ley Canamasseria, Fustanis, Cotonimes, e, altres qualsevol draps de semblant o altra qualsevol ley o, specia se hagen a canar per vora ab cana redona en lo passat ordenada ab agullo en lo cap i en lo mig del cap de la Cana e, no en altra manera axi que daci avant sessen canar las propdites coses de pla, e sobre tauler per lo mig e, ab Cana Cairada e, qui contrafara pagara cascu e per cascuna vegada que contrafara X lliures barçelonesas en aço no son entesos draps de or, de Ceda, Taffatans, Terçanells, e de qualsevol altra especia o, ley semblants los quals sots semblant ban se hagen a canar de pla sobre taulell ab cana cayrada, e, posant la cana en lo mig dels dits e no per les vores. Fonc publicada a XVIII. de Abril M.CCCCXXXVI. | » |

### Alna
L'alna fou una unitat de mesura molt important i amb una història complicada. La consulta directa d'alguns documents hauria de facilitar la comprensió del tema.
- 1150. A la Cançó de Rotllan s'esmenta l'alna (“alne”) un parell de cops, amb el sentit clar d'una unitat de mesura de la longitud.[2]
- 1238. Conquesta de València. Jaume el Conqueridor determina l'alna de València, i la fa igual a l'alna de Lleida.[3][4][5][6][7]
- 1248. Vara de Toledo de mida indeterminada.[8]
- 1260. Portaferrissa, en aquesta porta Jaume I va fixar una barra de ferro que era el patró de la "cana" i servia per a contrastar les canes de mesura particulars.[9][10]
- 1261. Alfons X el Savi. Imposa la vara de Toledo, igual a l'alna de València: “E todos los pannos tan bien de lana cuemo de lino, e qualesquier otros que se an de medir por vara, mídanlos por esta vara que vos enviamos”.[11]
- 1278. Costums de Lleida (Consuetudinis Ilerdenses).[12]

| «                                                                              | “De alnis: Similiter alnae debent probari cum alna ferrea, quae est posita in arcu tabularum”. “De les alnes: De manera semblant, les alnes cal comprovar-les amb l'alna de ferro que està guardada a la caixa de les taules”. | » |
| — Viage literario a las iglesias de España. Jaime Villanueva. Vol. 16. Pàgina. | |   |

### Gúa
La construcció i comprovació d'alguns navilis de Cortés (per a explorar la Mar del Sud) es va fer basant-se en una gúa física de Juan Martines. La gúa era una unitat de mesura naval molt usada a Catalunya i no gaire a Castella. Una gúa física era un regle que mesurava una gúa, generalment dividida en pams.
| «                                                                           | ... tenía diez e nueve goas e un palmo medidos por la medida de una goa por donde se medió [sic por midió] el dicho navío San Lázaro, la cual dicha goa tenía el dicho Juan Martines e se la dio y entregó al dicho Juan Suares... | » |
| — La construcción de navíos para las exploraciones de la mar del sur, 1535. | |   |

## Construcció amb regle i compàs
Des de l’època grega clàssica hi ha una branca de la geometria dedicada a les construccions possibles amb un regle i un compàs.

### Eines per a la construcció amb regle i compàs

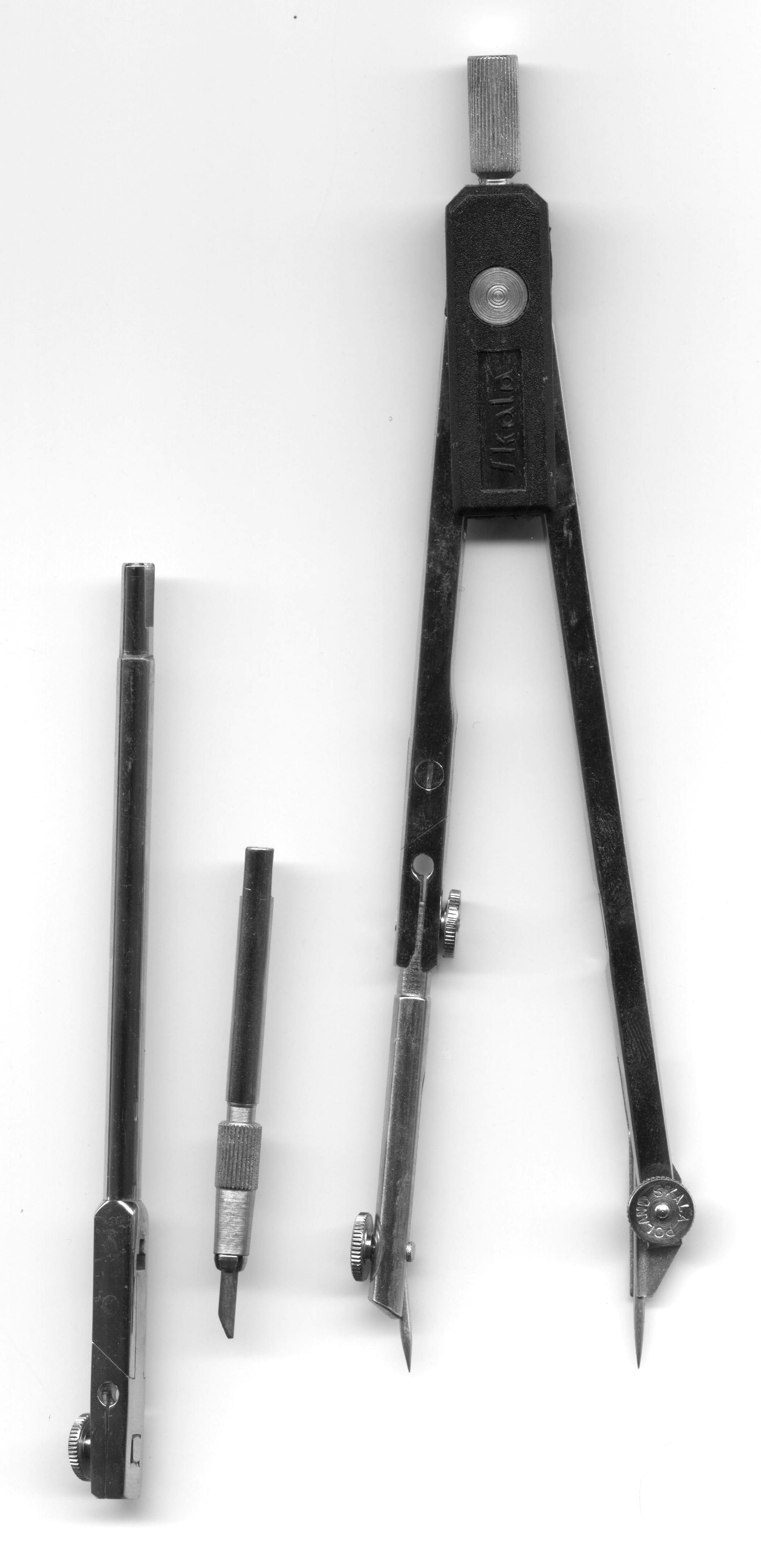
Un compàs

El "compàs" i el "regle" de les construccions amb regle i compàs tenen unes certes restriccions en relació als existents en el món real: 
- El regle és de longitud infinita amb un únic extrem, i no té marques. Només es pot emprar per dibuixar un segment entre dos punts que ja existeixen o per estendre una línia ja existent.
- El compàs pot obrir-se en una mida arbitrària però només és possible d'obrir-lo a les mides que ja s'han construït. A més a més, en separar-lo del paper el compàs es tanca per la qual cosa no és possible emprar-lo per transportar la distància.

La construcció de figures amb aquestes dues eines es basen en la geometria d'Euclides. La geometria euclidiana es basa en un sistema d'axiomes que asseguren que sempre és possible construir una recta que passa per dos punts i que sempre és possible traçar un cercle amb un centre donat que passi per un punt donat. D'aquí la construcció amb regle i compàs.
Una de les raons per les quals tenen interès les construccions amb regle i compàs és que no totes les figures geomètriques i no totes les longituds són construïbles. Així, per exemple, mentre que és possible construir pentàgons i hexàgons amb regle i compàs no és possible construir un enneàgon (polígon de 9 costats). De la mateixa manera, tot i que és construïble l'arrel de 2, no és possible construir el nombre e.
A més a més, hi ha tres problemes clàssics que no es poden resoldre amb regle i compàs. Aquests problemes es formulen a continuació.
- La quadratura del cercle: dibuixar un quadrat amb la mateixa àrea que un cercle donat.
- Duplicació del cub: donat un cub, dibuixar-ne un altre que tingui el doble del volum que el del cub donat.
- Trisecció de l'angle: dividir un angle donat en tres parts iguals.

Fins al segle xix no es va poder demostrar que aquests problemes no tenien solució amb regle i compàs, tot i ser coneguts des de molt antic. Pierre Wantzel va demostrar l'any 1837 que no tenien solució els de la duplicació d'un cub i la trisecció d'un angle. La impossibilitat de la quadratura del cercle va ser provada formalment l'any 1882 per Ferdinand von Lindemann.

## Superfícies reglades
La recta directriu que genera una superfície reglada pot assimilar-se en la realitat a un regle.

## Rasadora
En la mesura de grans de cereals (i àrids similars) amb un recipient mesurador de capacitat i una rasadora, d’aquesta darrera eina s’aprofita que determina una recta. Similar a un regle, en aquest sentit.